# Molto bene
Molto Bene è stato un programma televisivo culinario, trasmesso su Real Time dal 17 marzo 2014, e condotto da Benedetta Parodi.

## Struttura del programma
Ogni episodio prende il via non più in studio televisivo ma in esterna, infatti Benedetta Parodi apre la puntata spiegando quali saranno le ricette che andrà a preparare nella puntata mentre sta facendo la spesa in mercatini, in piccole botteghe o supermercati. Dopo la spesa, Benedetta torna in studio dove prepara tre ricette: una che può essere realizzata in più di 30 minuti, una che si può fare in meno di 30 minuti e un'altra molto veloce, ovvero una ricetta che si può preparare in solo 8 minuti.
A differenza del precedente programma, I menù di Benedetta, dove in ogni puntata era presente un ospite, in questo appuntamento quotidiano gli ospiti saranno molto di meno. Nonostante ciò, a far compagnia a Benedetta Parodi ci saranno grandi chef stellati, ma anche i figli della conduttrice, gli amici e anche alcuni dei concorrenti del reality show Bake Off Italia - Dolci in forno, come Madalina Pometescu e Lucia Mosci
La seconda stagione inizia Lunedì 23 febbraio 2015, dal lunedì al venerdì, alle 18.40. In questa edizione tante novità a partire dalla caratterizzazione con un aggettivo chiaro ed efficace delle ricette proposte che saranno etichettate in base alle loro peculiarità: “Molto etnica”, “Molto economica”, “Molto light”, “Molto veg” o “Molto sfiziosa”… Inoltre in ogni puntata tre proposte inedite di cui una “segreta”: Benedetta giocherà con il pubblico a casa, dando degli indizi per indovinare la ricetta “misteriosa” attraverso immagini anticipate da un segnale sonoro. Per gli appassionati del web, ogni venerdì Benedetta preparerà la ricetta “Molto Realtimetv.it”, suggerita dal pubblico sul sito www.realtimetv.it. Non mancheranno gli ospiti che nelle puntate del mercoledì cucineranno piatti inediti ma facili da replicare: dalla Chef Viviana Varese alla vincitrice della seconda edizione di Bake off Italia Roberta Liso.
Dal 2018 il programma viene riproposto su Food Network (Italia).

## Stagioni
| Stagione         | Episodi | Anno | Ospiti |
| ---------------- | ------- | ---- | --- |
| Prima Stagione   | 60      | 2014 | - Madalina Pometescu (vincitrice di Bake Off Italia) - Lucia Mosci (finalista di Bake Off Italia) - Antonia (amica di Benedetta) - Francisco Fragomeni - Andrea Berton - Davide Valsecchi - Diego (amico chef di Benedetta) - Victoire Gouloubi (amica di Benedetta) - Francesca Arata |
| Seconda Stagione | 60      | 2015 | - Viviana Varese - Roberta Liso - Ernst Knam |

## Nome del programma
Il nome del programma deriva da una frase che viene utilizzata molto spesso dalle persone più svariate. Inoltre si rifà al soprannome della conduttrice (Bene), infatti è per questo che in entrambe le parole la prima lettera è maiuscola. Il titolo ha quindi un doppio significato: le ricette che vengono molto bene, dove c'è molto di Bene.

## Libro
Il 27 maggio 2015 viene messo in commercio il libro ufficiale della trasmissione, scritto da Benedetta Parodì, contiene più di 200 ricette suddivise in 17 categorie. Edito da Rizzoli.

## Dvd
Il 10 dicembre 2015 viene messo in commercio un cofanetto, distribuito da Real Time e Koch Media, composto da 3 dvd dove si possono trovare le migliori puntate della prima stagione.